# Таян-хан
Таян-хан (монг. Таян хан; кит. 塔陽汗; перс. تايانك خان‎) — найманский хан, живший во времена Чингисхана. Согласно «Сокровенному сказанию монголов», он был физически слаб при рождении, и даже его отец Инанч-хан не верил, что сын доживёт до взрослого возраста и будет способен к управлению государством; по этой причине Таян-хан иногда упоминается в источниках под прозвищем Торлук-Таян («Слабый Таян», 脱兒魯黒>Tuōerlǔhēi).

## Биография
Согласно Рашид ад-Дину, при рождении Таян-хану было дано имя Тайбука (Байбука); прозвище «Таян-хан» же является искажённым китайским титулом тай-ван — «сын хана» (по другой версии — да-ван — «великий князь»), полученным Тайбукой от чжурчженей.
Кроме Тайбуки, у Инанч-хана был ещё один сын, известный под титулом Буюрук-хана. После смерти Инанча около 1198 года, не поделив отцовское наследство (а возможно, и его наложницу Гурбесу), братья разделили найманский улус; одна его часть, включавшая в себя земли на Чёрном Иртыше, отошла к Таяну; Буюрук-хан стал править на Алтае. Гурбесу при этом осталась с Таяном, став его женой по принципу левирата. 
После раздела отцовского улуса Таян и Буюрук-хан находились в крайне плохих отношениях друг с другом. Так, по предположению историка П. Рачневского, именно с одобрения Таян-хана в 1198—1199 году (1202 год по «Сокровенному сказанию» и «Алтан Тобчи») объединённые силы Чингисхана, Тоорила (также известного как Ван-хан) и Джамухи общими силами напали на Буюрука и разбили его у озера Кишилбаш. Около 1200 года Таян-хан укрыл у себя младшего брата Тоорила Джаха-Гамбу, после ссоры с братом ушедшего вместе с несколькими своими людьми к найманам. Сам же Тоорил после поражения в 1203 году, нанесённого Чингисханом, бежал в найманские земли, однако встреченный им караул во главе нойона Хорису-бечи (Хори-Субэчи) не узнал его и казнил на месте. Отрубленную голову кереитского хана доставили Таяну, и тот приказал оправить её в серебро; согласно другой версии, по совету Гурбесу над головой Тоорила решили совершить обряд жертвоприношения. 

Разостлали большую белую кошму и, положив на нее голову, стали совершать пред нею жертвоприношение, сложив молитвенно ладони и заставив невесток, совершая положенную для них церемонию, петь под звуки лютни-хура. Как вдруг голова при этом жертвоприношении рассмеялась. «Смеешься!» — сказал Таян-хан и приказал вдребезги растоптать голову ногами.
— Сокровенное сказание.
Увидев поражение некогда могущественного Тоорила, Таян решил первым выступить против Чингиса, невзирая на советы супруги Гурбесу и воеводы Коксэу-Сабраха. В том же 1203 году Таян отправил посла к онгутскому правителю-несторианину Алахуш-Дигитхури (Алахуш-тегин-Кури в «Джами ат-таварих»), правившему к северу от Шаньси, предлагая выступить против Чингисхана вместе. Алахуш отказался, заранее сообщив Чингису о готовящемся наступлении.
Первое столкновение монголов с найманами произошло 16 мая 1204 года, когда монгольское войско, достигнув степи Саари-кеере, в истоках реки Канхархи столкнулось с найманским караулом. После сражения Чингисхан по совету одного из своих сподвижников Додай-черби приказал каждому воину ночью разжечь по пять костров; найманские дозорные заметили множество огней и  доложили об этом Таян-хану. Также во время сражения найманам удалось захватить у монголов тощую лошадь с плохим седлом; Таян, увидев её, решил, что кони у монголов плохи, и предложил  отступить за Алтайские горы, завлекая за собой врага, но сын Кучлук и приближённые отговорили его от этого решения, вынудив Таяна принять бой; к тому же, Кучлук ещё и оскорбил отца, обвинив в трусости. Разгневанный Таян принял решение наступать, и, перебравшись на следующий день через Орхон, соединился с войсками Джамухи, меркитского Тохтоа-беки, кераитского Алин-тайши и ойратского Худуха-беки; согласно «Юань ши», при них также находились роды дурбэн, хатагин, салджиут и татары. 
Найманское войско расположилось у южного полугорья Наху-Гуна. Во время сражения монголам удалось смять и погнать вперёд найманские караулы. Видя нерешительность Таяна, Джамуха, стал запугивать его, вынуждая всё выше подниматься на гору, а после отделился от его войск и покинул поле боя. Чингисхан приказал оцепить гору; ночью найманы вздумали бежать, но, срываясь с высот, стали давить и колоть друг друга. Сам Таян-хан погиб от полученных ран.
Его жена Гурбесу была захвачена в плен и позже стала супругой Чингисхана, в то время как Кучлуку удалось бежать вместе с небольшим отрядом воинов к Буюрук-хану.

## Образ
Литература
- «Жестокий век» — роман И. К. Калашникова;
- «По велению Чингисхана» — роман Н. А. Лугинова.

Кино
- «Чингисхан» (Китай, 2004 год); в роли — Маймати Селифу.
- «Тайна Чингис Хаана» (Россия, Монголия, США; 2009 год); в роли — Хурматулла Утяшев.